# Рогоз широколистный
Рого́з широколи́стный, или Боча́рная трава́, или Куга́, или Чака́н (лат. Týpha latifólia) — многолетнее земноводное травянистое растение; вид рода Рогоз. Растение легко узнаётся по толстым буровато-коричневым плотным, цилиндрическим соцветиям — початкам.
Вид полиморфный; гибридизирует с рогозом узколистным, с которым нередко произрастает совместно. Гибрид этих видов называется Typha × glauca Godr.

## Ботаническое описание

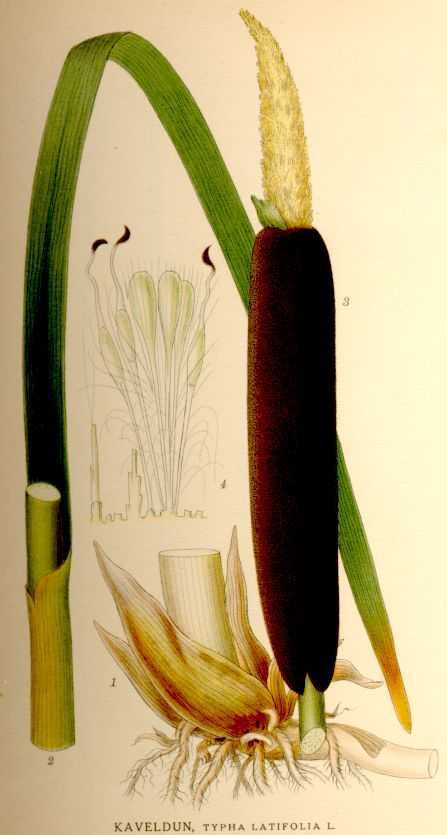

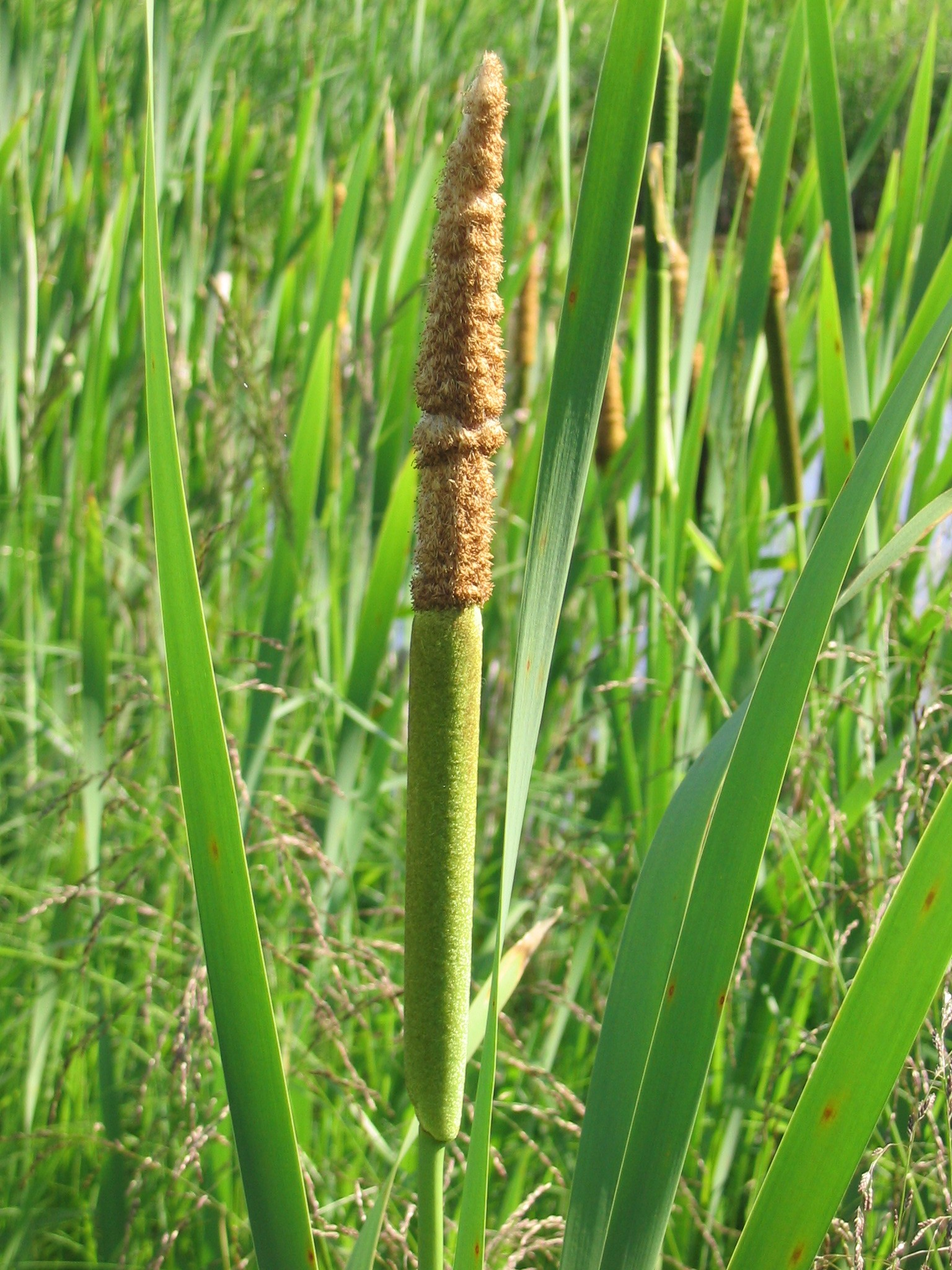
Цветущее соцветие рогоза — сверху тычиночная часть, снизу пестичная

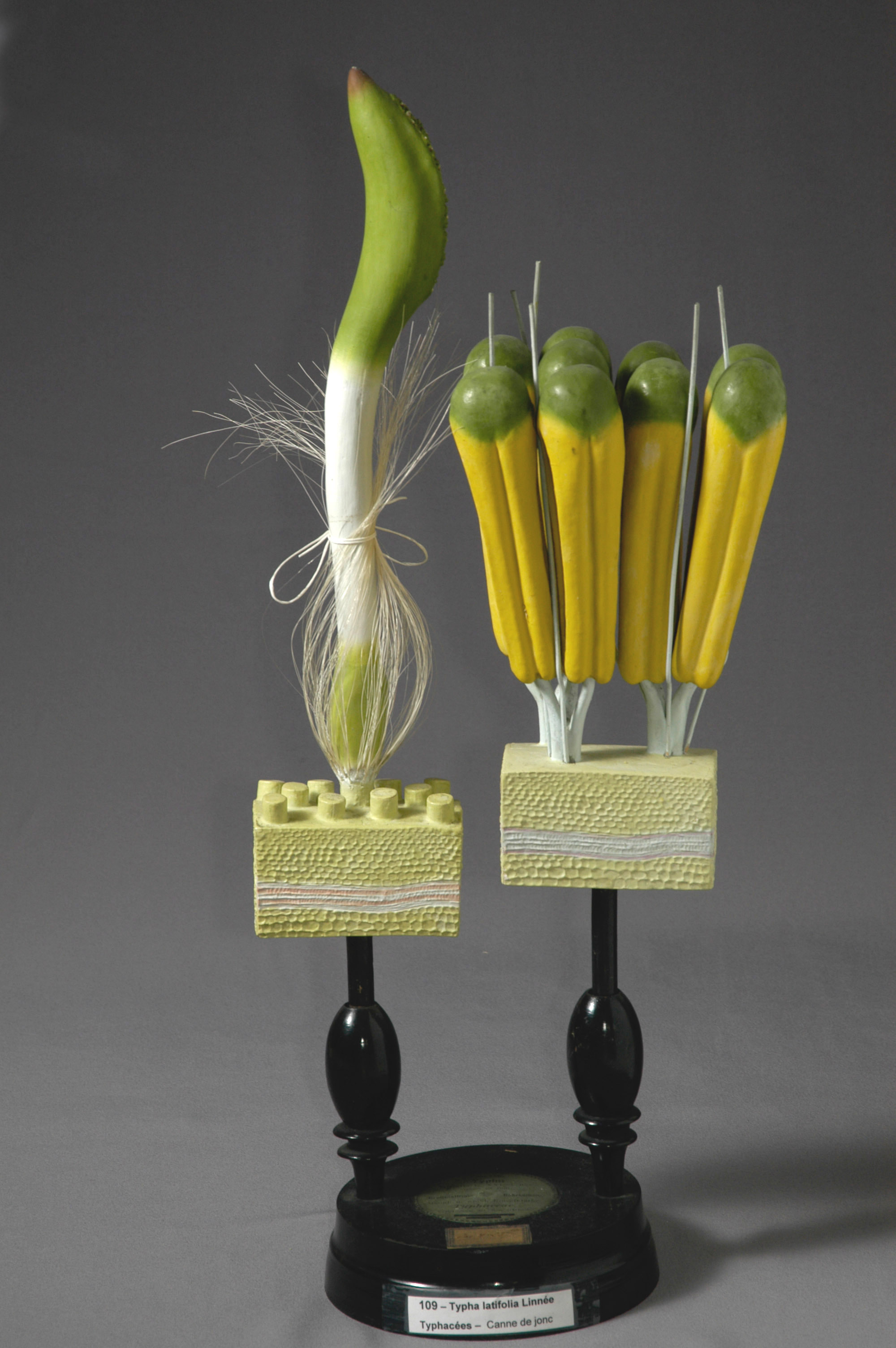
Макеты пестичного (слева) и тычиночных (справа) цветков в соцветии-початке у рогоза

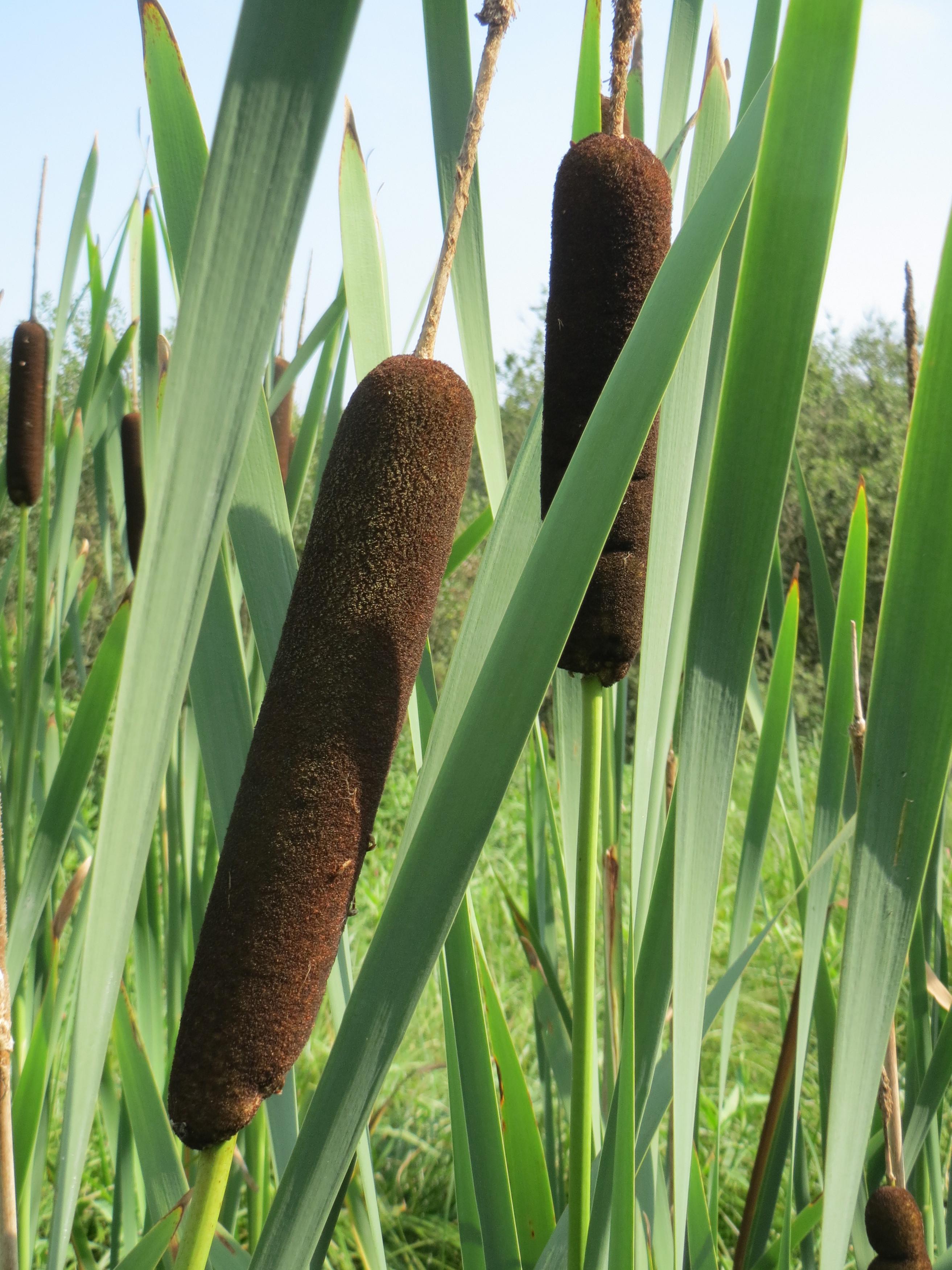
Початок рогоза — соцветие с созревающими семенами, тычиночная часть осыпалась

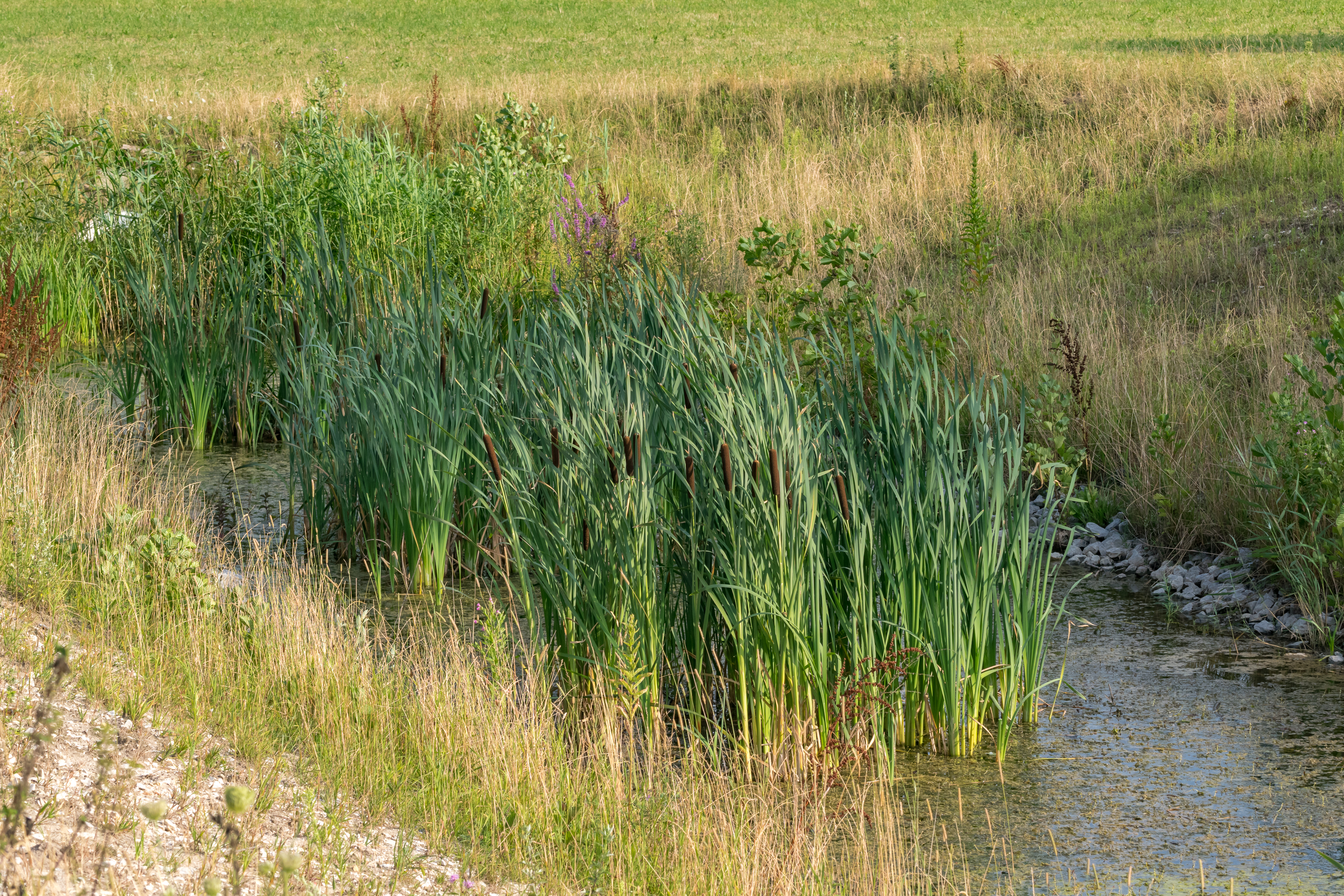
Растёт рогоз на мелководье в заболоченных местах

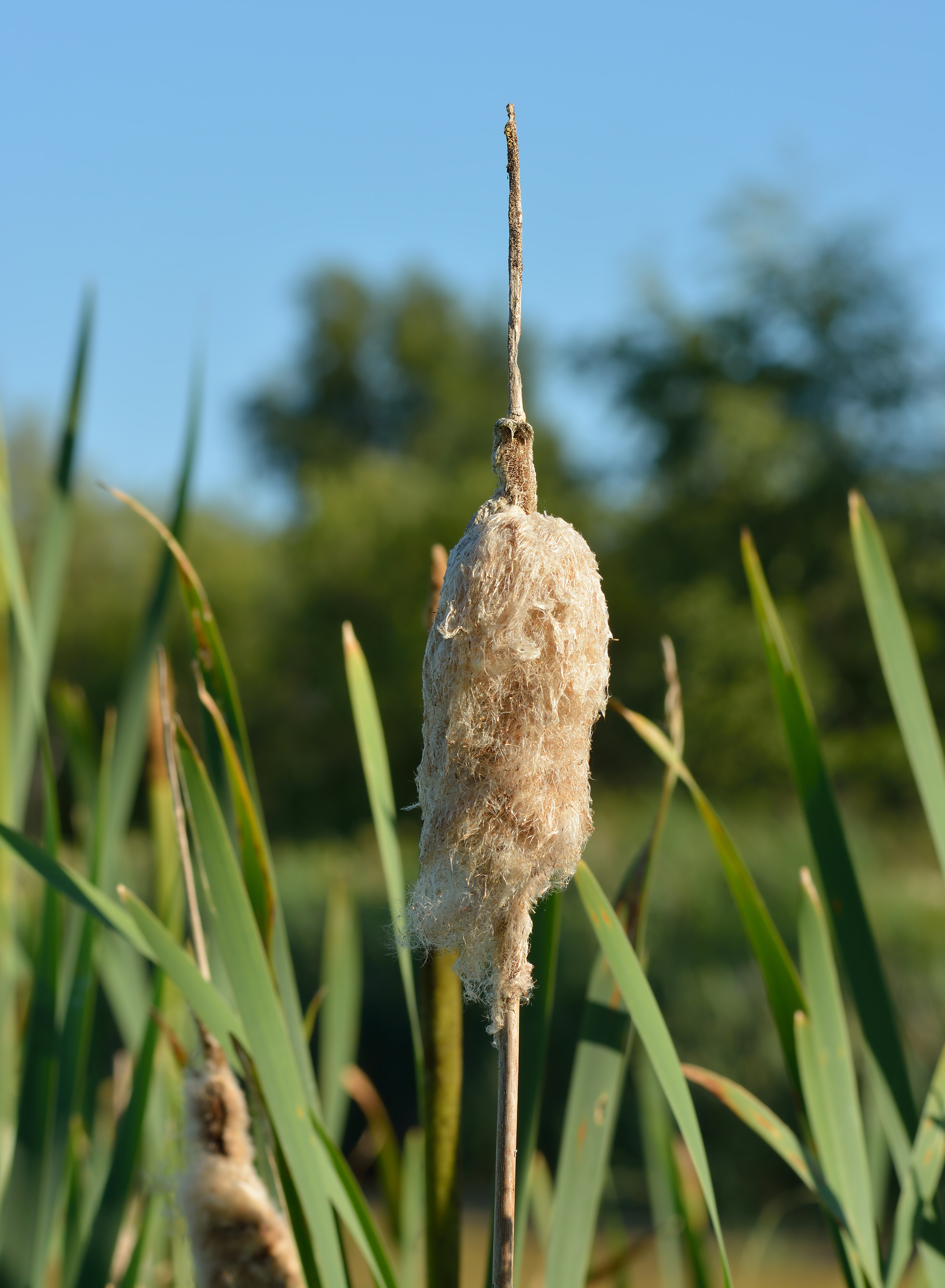
Распушенный початок — соцветие с созревшими и осыпающимися семенами

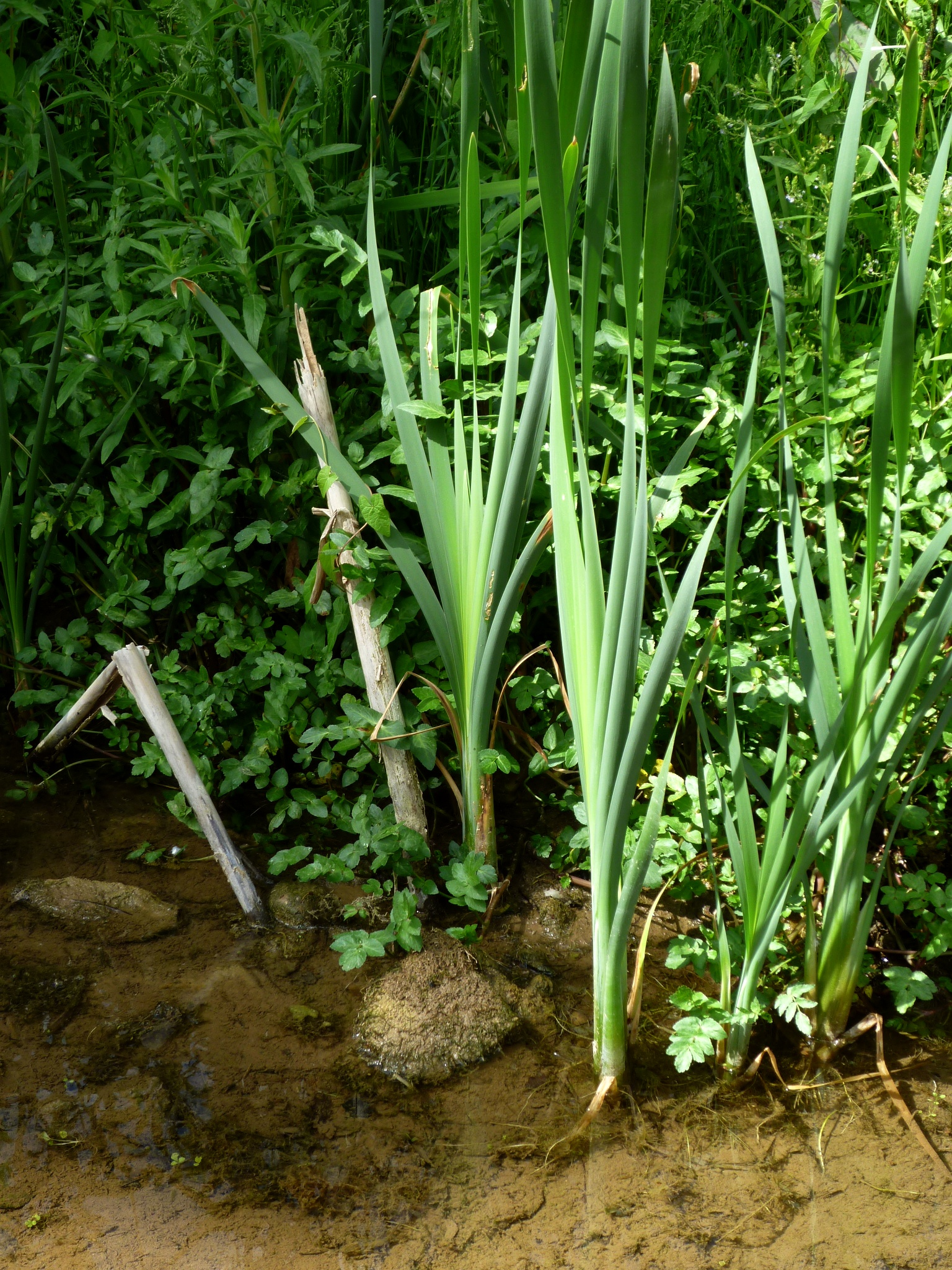
Молодые растения в воде, видна часть корней

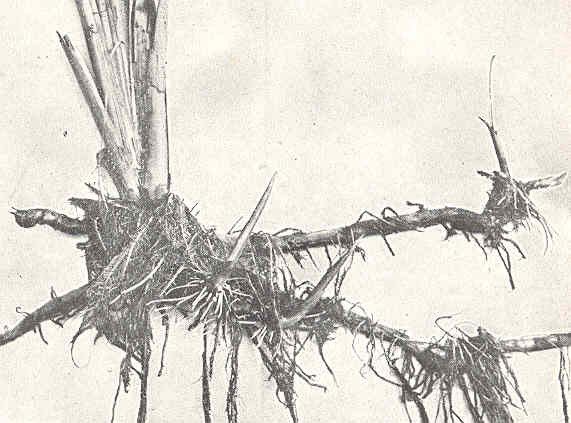
Корни рогоза

Крупное многолетнее корневищное растение. Корневище толстое — до 2,5 см, длиной по меньшей мере 60 см; ползучее.
Стебель 1—2 м высотой, c невыступающими узлами, цилиндрический.
Листья серовато-зелёные, цельнокрайные, линейные (до 2 см шириной).
Цветки однополые, очень мелкие, с околоцветником из тонких волосков. Соцветие — цилиндрический початок, состоящий из двух частей. Верхушечная часть тычиночная; расположенная ниже — пестичная (от 6 до 13 см длиной и до 2,5 см толщиной, бархатистая утолщённая, от тёмно-коричневой до чёрно-бурой). Пестичная часть обычно прилегает к тычиночной части или отделена от неё промежутком около 5 мм. Цветение в европейской части России в июне — июле.
Плодоношение в европейской части России в июле — августе. После созревания плодиков соцветия осыпаются.
Размножается и распространяется преимущественно семенами.
Диплоидное число хромосом: 2n = 30.

## История

### Применение у ацтеков
В произведении «Общая история дел Новой Испании» (1547—1577) Бернардино де Саагун, опираясь на сведения ацтеков о свойствах растений, привёл различные сведения о рогозе широколистном, в частности, о том, что:

Рогоз называют тольпатлактли, он как рогоз в Испании.

## Распространение и экология
Рогоз широколистный распространён в тёплых и умеренных областях Евразии, Южной и Северной Америки, Африки; занесён и натурализовался в Австралии и Новой Зеландии.
В России встречается почти на всей территории, кроме Арктики.
Растёт по берегам болот и водоёмов, образуя обширные, но самоизреживающиеся заросли, в кюветах, канавах, карьерах, по обочинам дорог. Произрастает на высоте до 2300 м над уровнем моря.

## Значение и применение
Корневище содержит значительное количество крахмала (около 15 %), 2 % белка и использовалось в пищу. Рогоз широколистный, произрастающий в Астраханской области, содержит (на сухой вес) до 58 % крахмала и до 11,7 % сахара. На Кавказе из очищенных и высушенных корневищ, заготовленных поздней осенью или ранней весной, когда в них особенно много питательных веществ, делают муку, из которой можно готовить пресные лепёшки, особенно при добавлении небольшого количества ржаной или пшеничной муки для придания ей клейкости. Корневища едят также печёными. Молодые цветоносные побеги варят, по вкусу они напоминают спаржу. Их можно мариновать в уксусе и употреблять как салат. Из высушенных и измельчённых корней можно готовить суррогат кофе. Пыльцу мужских соцветий можно примешивать к муке как хорошее питательное вещество.
Богатыми крахмалом корневища можно скармливать свиньям вместо картофеля. Из растения можно приготовить силос.
Побегами и корневищами питаются дикие животные.
Стебли и листья используются для плетения корзин, матов и циновок, ковриков, изготовления строительных материалов, бумаги и картона.
Листья использовались для изготовления грубой пряжи, шпагата, верёвок, канатов.
Пух, образующийся при созревании семян, используется для набивки подушек и матрацев и как теплоизоляционный материал.
Из соцветий составляют сухие букеты.

## Таксономия

### Синонимы
По данным The Plant List на 2013 год, в синонимику вида входят:
- Massula latifolia (L.) Dulac
- Typha ambigua Schur ex Rohrb.
- Typha crassa Raf.
- Typha elatior Raf., nom. illeg.
- Typha elatior Boreau, nom. illeg.
- Typha elongata Dudley
- Typha lengelmannii A.Br. ex Rohrb.
- Typha intermedia Schur
- Typha major Curtis
- Typha media Pollini, nom. illeg.
- Typha palustris Bubani
- Typha pendula Fisch. ex Sond.
- Typha remotiuscula Schur
- Typha spathulifolia Kronf.

### Подвиды, разновидности и формы
- Typha latifolia f. ambigua Kronf.[9][10]
- Typha latifolia subsp. capensis Rohrb.[11]
- Typha latifolia f. divisa Louis-Marie[12]
- Typha latifolia var. elongata Dudley[13]
- Typha latifolia subsp. eulatifolia Graebn.[14]
- Typha latifolia f. media Louis-Marie[15]
- Typha latifolia var. obconica V.P.Tkachik[16]
- Typha latifolia var. orientalis (C.Presl) Rohrb.[17] — Typha orientalis C.Preslbasionym
- Typha latifolia subsp. shuttleworthii Stoj. & Stef.[18] — [syn. Typha shuttleworthii W.D.J.Koch & Sond.][19]
- Typha latifolia var. typica Rothm.[20]